# Helena Rosenkranz

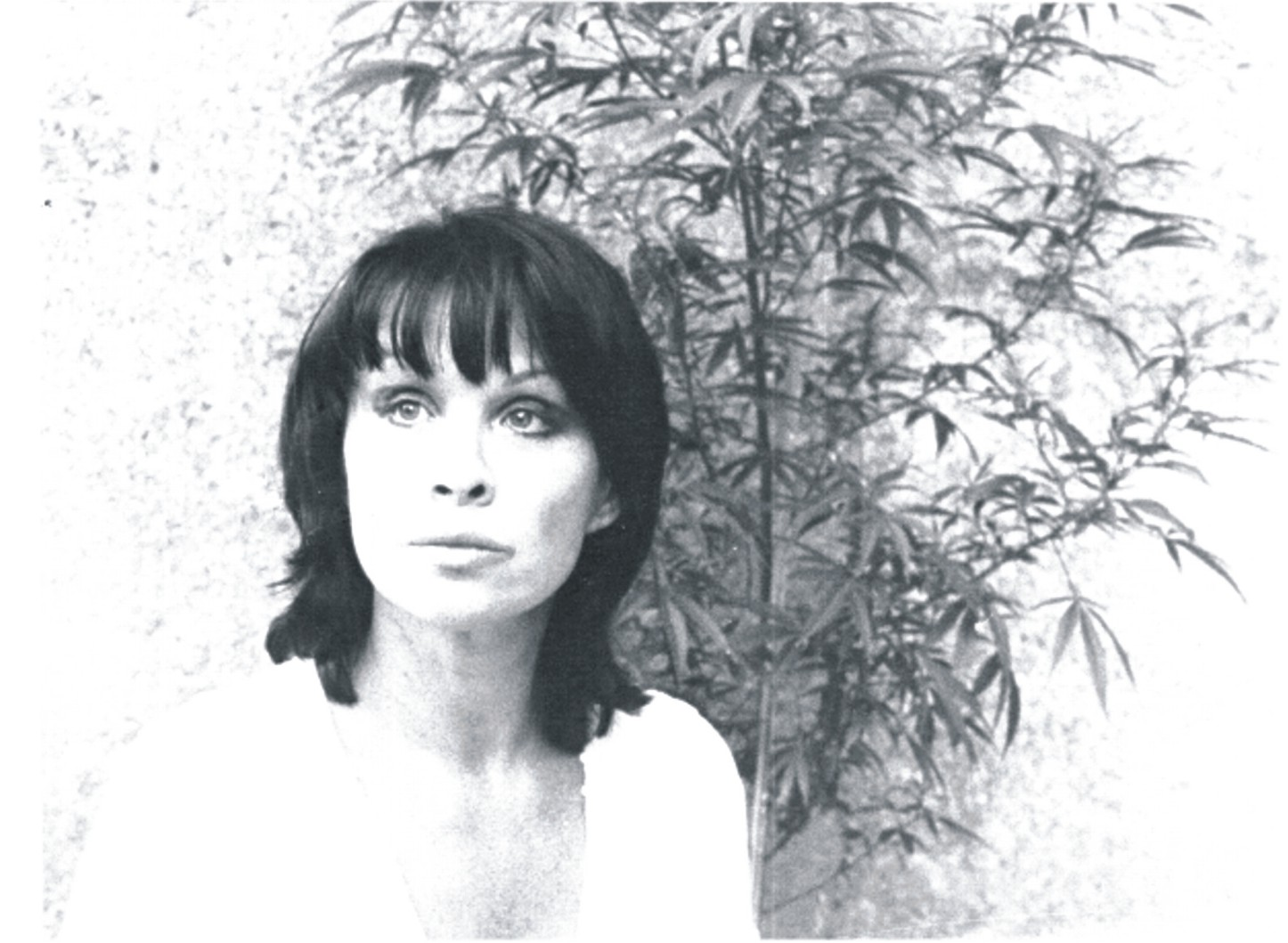
Helena Rosenkranz

Helena Rosenkranz (* 5. Oktober 1939; † 24. April 2006 in München) war eine deutsche Filmschauspielerin.

## Leben
Aus der Beziehung zu Kurt Weinzierl stammt die Tochter Mirjam Rosenkranz. Helena Rosenkranz hatte zwei Geschwister.
Sie wurde auf dem Ostfriedhof (München) beigesetzt.

## Filmografie (Auswahl)
- 1974: Magdalena – vom Teufel besessen
- 1974: Schulmädchen-Report. 7. Teil: Doch das Herz muß dabei sein
- 1978: Schulmädchen-Report. 12. Teil: Junge Mädchen brauchen Liebe
- 1978: Tatort-Schwarze Einser
- 1979: Fast wia im richtigen Leben; Fernsehserie
- 1980: Schulmädchen-Report 13. Teil: Vergiß beim Sex die Liebe nicht
- 1982: Ein Stück Himmel; Fernsehserie
- 1982: Büro, Büro; Fernsehserie
- 1983: Kehraus
- 1990: Der Alte Mörderisches Inserat; Kriminalserie
- 1991: Leise Schatten